# Gundinci
Gundinci è un comune della Croazia di 2 294 abitanti della regione di Brod e della Posavina.